# David Samanez Ocampo
Pour les articles homonymes, voir Ocampo.
David Samanez Ocampo y Sobrino, (Huancarama, Apurímac, 1866 - Cuzco, 13 juillet 1947) est un homme d'État péruvien, fils de José Benigno Samanez y Ocampo et de Consuelo Balbuena Sobrino de Piérola. Il occupe la présidence de la junte nationale de gouvernement du Pérou le 11 mars 1931 et, après avoir pacifié le pays, organise des élections, gagnées par Luis Miguel Sánchez Cerro.

## Biographie

### Premières années
Né dans l'hacienda Huambo (actuellement dans le département d'Apurímac), il s'engage très jeune au sein du parti démocrate. Il participe au côté des Montoneros, dans la révolution de 1895-1896. il se retire ensuite pour vivre  dans une ferme familiale à Marcahuasi. Il revient à la politique en tant que sénateur de 1917 à 1924. Puis il devient l'un des principaux opposants du gouvernement du Leguía, ce pourquoi il est emprisonné, puis exilé. Il ne peut revenir au pays qu'après le coup d'État militaire de Luis Miguel Sánchez Cerro qui renverse Leguía.

### Chute de Leguía
Le Pérou est plongé dans une période de crise économique et d'agitation politique durant laquelle six présidents se succèdent en l'espace de sept mois seulement. Ce désordre commence le 25 aout 1930 avec la démission de Leguía et continue le 20 février 1931 avec la déclaration de la garnison d'Arequipa contre le gouvernement du général Sánchez Cerro et de ses tentatives de convoquer une assemblée constituante.
Les rebelles réclament un homme politique ancien et respecté, tel que David Samanez Ocampo comme président par intérim pour conduire le pays vers un retour à la normale. Sánchez Cerro est contraint d’abandonner, suivi par le président de la Cour suprême. Quelques jours plus tard, et après une série de prises de pouvoir par des proches de Sánchez Cerro, Samanez arrive à Lima et avec un accord unanime, est élu à la présidence de la junte nationale de gouvernement.

### Présidence de la junte nationale de gouvernement
Le 11 mars 1931, à l'âge de 65 ans, il devient président de la junte nationale de gouvernement, et bien que son gouvernement ne dure que huit mois, il gagne une reconnaissance générale. Sa plus grande contribution est le renouvellement du statut électoral par une commission spéciale, à laquelle participent des personnalités comme Luis E. Valcarcel, Jorge Basadre Grohmann et Luis Alberto Sánchez, entre autres, qui établit le scrutin secret et à la représentation des minorités, en plus de clarifier les listes électorales à l'aide de la technologie moderne de cette époque.
Durant son gouvernement, il crée la Banque de réserve, il promulgue une loi sur les faillites et crée un fonds pour chômeurs afin d'aider les plus nécessiteux. Au milieu de tentatives de coup d'État successifs et de conflits graves, Samanez lance un grand recensement qui dénombre 375 000 habitants à Lima et 689 800 habitants à Callao. 
Il organise des élections prévues pour le 11 octobre. Les résultats sont annoncés un mois plus tard et aboutissent à la courte victoire du général Luis Miguel Sánchez Cerro sur Victor Raul Haya de la Torre, chef de l'APRA. Le parti APRA rejette les résultats, dénonçant une fraude qui n'a jamais été démontrée, et commence une série de manifestations dans diverses villes. Samanez reste ferme sur la volonté populaire, et le 8 décembre, laisse le pouvoir à Sánchez Cerro. 

## Sources
- Tauro del Pino, Alberto: Enciclopedia Ilustrada del Perú. Tercera Edición. Tomo 15. SAL/SZY. Lima, PEISA, 2001.  (ISBN 9972401499), (OCLC 48243862)